# Milica Branković
Milica Branković (en serbio: Милица Бранковић; c. 1448-1464) fue la esposa de Leonardo III Tocco, el último gobernante medieval de Epiro. Perteneció a la dinastía Branković de Serbia.

## Biografía
Milica era hija del déspota de Serbia Lazar Branković y Helena Paleólogo, hija del déspota de Morea Tomás Paleólogo. Sus hermanas fueron María, esposa del rey Esteban Tomašević de Bosnia y Jerina, esposa de Juan Castriota II. Después de la muerte de su esposo, Helena se fue con sus hijos de Smederevo a Bosnia. Antes de la caída de Bosnia bajo el dominio otomano, fue a la costa del Adriático. Desde octubre de 1462 hasta junio del año siguiente, vivió en Dubrovnik, donde su hija Milica se casó el 1 de mayo de 1463 con Leonardo III Tocco, déspota de Epiro y conde palatino de Cefalonia y Zacinto. A la boda asistieron el príncipe rector de Dubrovnik, Jakov Gundulić, Junije Gradić y Šiško Gučetić. Junto a ellos había otras personas respetables, tanto de origen griego como latino y eslavo. Los representantes de Milica y del déspota Leonardo III tocaron el evangelio y luego le pusieron un anillo a la novia. La novia, que tenía como máximo catorce años, recibió una dote en perlas, piedras preciosas, objetos de oro y plata por valor de nueve mil ducados. El contrato estipulaba que la mitad de la dote, si Milica fallecía sin hijos, pertenecería a Leonardo III, y la otra mitad pasaría a sus parientes. Si sobrevivía a su cónyuge, le quedaba toda la dote y recibiría otros cuatro mil ducados de la propiedad de su marido. Tan pronto como se consumió el matrimonio, Milica obtuvo algunas propiedades en Cefalonia para disfrutar de toda la vida, y recibiría todos los honores de los que disfrutó su suegra. Milica estuvo casada desde hace poco más de un año. Murió a los dieciséis años (1464), quizás en el parto, dejando un hijo Carlo III Tocco.